# الوادي (تريم)

'

تعديل مصدري - تعديل

الوادي هي إحدى قرى عزلة تريم بمديرية تريم التابعة لمحافظة حضرموت، بلغ تعداد سكانها 677 نسمة حسب تعداد اليمن لعام 2004.